# Saison Voisin
Saison Voisin is een Belgisch bier van hoge gisting.
Het bier wordt sinds 2001 gebrouwen in Brasserie des Légendes te Irchonwelz.
Het is een amberkleurig ongefilterd bier, type saison met een alcoholpercentage van 6,5%.

Het bier wordt gebrouwen op basis van het originele recept van 1884 van brouwerij Voisin. Deze brouwerij-mouterij werd in 1876 te Vloesberg gevestigd door de familie Dubuisson-Lison en in 1880 gekocht door Charles Voisin. In 1922 nam zoon Georges de brouwerij over en stopte de mouterij. Vanaf 1963 beheerde Léon Voisin de brouwerij. Men brouwde Voisin Super, Voisin Table en Saison Voisin. In 1989 sloot de brouwerij haar deuren en zeven jaar later kocht Brasserie des Géants het materiaal en de recepten.